# アミメアリ
アミメアリ（網目蟻） Pristomyrmex punctatus は、ハチ目（膜翅目）・アリ科・フタフシアリ亜科に分類されるアリの一種。東南アジアから東アジアにかけて広く分布する小型のアリで、人家周辺でも見られる。日本では長い間P. pungensという学名を使っていたが、2003年にWangが本種をP. punctatusのシノニムと見なしたため学名変更となった。

## 形態
体長は2.5mm。頭部と胸部、腹柄節は茶褐色だが腹部は黒褐色で、丸く光沢がある。腹部の形態は涙滴型であるが、尖った方を下に向けているので、上から見ると球形に見える。頭部と胸部には光沢がなく、表面に細かい網目状の隆起がめぐらされていて、和名はここに由来する。網目模様は肉眼では判りにくいが、ルーペなどを使うと観察できる。また拡大して観察すると、胸部に1対の鋭い棘状の突起が後方に突き出しているのが目立つ。フタフシアリ亜科だけに腹柄節は2つある。下を向いた腹端には微細な毒針があるが、これを獲物を襲ったり群れを防衛するために積極的に使うことはないようで、人間が刺されて被害があったという報告もない。見かけは同じフタフシアリ亜科のオオズアリ類に似るが、体色の配色が異なること、オオズアリの小型働きアリよりも比較的頭が大きく全体的にも太めの体型であること、大形働きアリ、いわゆる兵隊アリがいないことなどで区別できる。

## 分布
日本全国に広く分布する。東南アジアから東アジアにかけても分布するが、日本ほどは見られない。なおアミメアリ属（Pristomyrmex 属）のアリはアフリカ、ユーラシア大陸、オセアニアまで幅広く分布し、これまでに40種ほどが知られている。

## 生態
森林とその周辺に生息するが、人家の周囲でも見られ、石の下や朽ち木などの隙間に集団でひそみ、そこで卵や幼虫、蛹を管理する。アリには比較的永続性の高い巣を作るものが多いが、アミメアリは決まった巣を持たず、餌を求めて適宜集団移動するのが特徴である。林道や人家の庭などで、たまに集団移動中の長い行列が見られる。
また、家族の中心たる女王アリもおらず、いわゆる働きアリだけで産卵し繁殖する。産卵は、成虫になってからあまり年齢を経ていない若い働きアリが、少数ずつ行う。この女王アリの欠如は同属他種には見られないが、古くから確認されていた単眼を持つ大型個体が、産卵を専門におこなう個体群であることが近年判明した。集団移動の際は各々が卵・幼虫・蛹を1匹ずつ口にくわえて移動し、しばしばアリ類専門に捕食するハエトリグモの一種、アオオビハエトリが行列に付きまとって幼虫や蛹を略奪するのが観察される。蛹はフタフシアリ亜科のアリの多くがそうであるように繭を作らず、裸のままである。

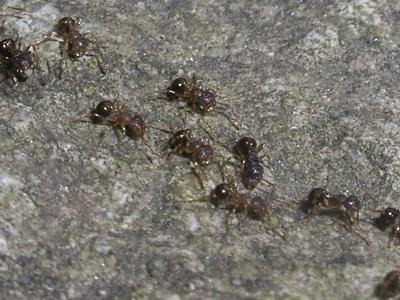
行列を作って移動する

乾燥したところにはあまり出ず、湿気のある地上や樹上を徘徊して餌を探す。昆虫などの死骸を見つけると「巣」、つまり一時的なキャンプ地点に運ぶが、動物質よりも糖分を好み、樹液や果実、人間の作った菓子などによく群がる。地上に落ちたもののみならず人家に侵入して砂糖や菓子、果物などに群がることもあり、この場合は害虫として嫌われる。